# Coupe CECAFA des nations 2004
Navigation
Soudan 2003 Rwanda 2005
La Coupe CECAFA des nations 2004 est la vingt-huitième édition de la Coupe CECAFA des nations qui a eu lieu en Éthiopie du 11 au 25 décembre 2004. Les nations membres de la CECAFA (Confédération d'Afrique centrale et de l'Est) sont invitées à participer à la compétition. 
C'est le pays hôte, l'Éthiopie qui remporte la compétition en s'imposant en finale face au Burundi. Le Soudan, tenant du titre, monte sur la troisième marche du podium. C'est le troisième titre de champion de la CECAFA pour la sélection éthiopienne après les succès en 1987 et 2001.

## Équipes participantes
- Éthiopie - Organisateur
- Soudan - Tenant du titre
- Zanzibar
- Tanzanie
- Burundi
- Kenya
- Somalie
- Ouganda
- Rwanda
- Érythrée - Forfait
- Djibouti - Forfait

## Compétition

### Premier tour

#### Groupe A
| Rang | Équipe   | Pts | J | G | N | P | Bp | Bc | Diff |  | Résultats (▼ dom., ► ext.) |  |     |     |     |     |
| ---- | -------- | --- | - | - | - | - | -- | -- | ---- |  | -------------------------- |  | --- | --- | --- | --- |
| 1    | Éthiopie | 10  | 4 | 3 | 1 | 0 | 7  | 1  | +6   |  | Éthiopie                   |  | 2-1 | 0-0 | 3-0 | 2-0 |
| 2    | Burundi  | 9   | 4 | 3 | 0 | 1 | 8  | 4  | +4   |  | Burundi                    |  |     | 3-1 | 2-1 | 2-0 |
| 3    | Rwanda   | 7   | 4 | 2 | 1 | 1 | 10 | 6  | +4   |  | Rwanda                     |  |     |     | 4-2 | 5-1 |
| 4    | Zanzibar | 3   | 4 | 1 | 0 | 3 | 7  | 11 | -4   |  | Zanzibar                   |  |     |     |     | 4-2 |
| 5    | Tanzanie | 0   | 4 | 0 | 0 | 4 | 3  | 13 | -10  |  | Tanzanie                   |  |     |     |     |     |

#### Groupe B
| Rang | Équipe  | Pts | J | G | N | P | Bp | Bc | Diff |  | Résultats (▼ dom., ► ext.) |  |     |     |     |
| ---- | ------- | --- | - | - | - | - | -- | -- | ---- |  | -------------------------- |  | --- | --- | --- |
| 1    | Soudan  | 7   | 3 | 2 | 1 | 0 | 8  | 3  | +5   |  | Soudan                     |  | 2-2 | 2-1 | 4-0 |
| 2    | Kenya   | 5   | 3 | 1 | 2 | 0 | 4  | 3  | +1   |  | Kenya                      |  |     | 1-1 | 1-0 |
| 3    | Ouganda | 4   | 3 | 1 | 1 | 1 | 4  | 3  | +1   |  | Ouganda                    |  |     |     | 2-0 |
| 4    | Somalie | 0   | 3 | 0 | 0 | 3 | 0  | 7  | -7   |  | Somalie                    |  |     |     |     |

### Phase finale

#### Demi-finales
| 22 décembre 2004 | Éthiopie                                   | 2 - 2 a.p. | Kenya                             | Stade d'Addis-Abeba, Addis-Abeba |  |
|                  | Anteneh Alamerew 24e · Tafesse Tesfaye 58e |            | Mike Mururi 66e · Mike Baraza 85e |                                  |  |
|                  | Tirs au but 5-4                            |            |                                   |                                  |  |

| 22 décembre 2004 | Soudan               | 1 - 2 | Burundi                           | Stade d'Addis-Abeba, Addis-Abeba |  |
|                  | Moustapha 54e (pen.) |       | Ntibazonkiza 22e · Kubi Lewis 75e |                                  |  |

#### Match pour la3eplace
| 24 décembre 2004 | Kenya           | 1 - 2 | Soudan         | Stade d'Addis-Abeba, Addis-Abeba |  |
|                  | John Baraza 82e |       | Kamal 30e, 60e |                                  |  |

#### Finale
| 25 décembre 2004 | Éthiopie                                                 | 3 - 0 | Burundi | Stade d'Addis-Abeba, Addis-Abeba |
|                  | Negusse 25e · Tafesse Tesfaye 32e · Anteneh Alamirew 49e |       |         |                                  |

| Vainqueur Coupe CECAFA 2004 Éthiopie 3e titre |

## Sources et liens externes
- (en) Feuilles de matchs et infos sur RSSSF